# University of Raparin
Die University of Raparin (kurdisch زانكۆی ڕاپەرین ‚Universität Raparin‘) ist eine irakische Hochschule in der Stadt Ranya in der Autonomen Region Kurdistan.
Die Hochschule besteht aus den beiden Schools für Education und Humanities. Es werden Bachelor- und Masterstudiengänge angeboten.